# ذبابة ميكانيكية طائرة
 مشروع الحشرة الميكانيكية الدقيقة الطائرة (الذبابة الميكانيكية الطائرة)  (بالإنجليزية:  Micromechanical Flying Insect (MFI) project)‏ هو أحد المجهودات البحثية لتطوير الروبوت الطائر القائم على استخدام أساليب وفنيات طيران الحشرات الحية والتي منها على سبيل المثال الأورنيثوبتر. حيث سيكون الروبوت الطائر حينئذٍ قادراً على الطيران بصورةٍ مستقلةٍ ومستمرةٍ. وقد اعتمد تصميم  الذبابة الطائرة الصناعية على مباديْ على البيونيك ويقوم على استخدام تقانة الصغائر في مجال التطبيقات الواقعية. حيث أننا نلاحظ في عالم الطبيعة استمرار حركة الطيران للذبابة العادية بفعل تأثير قوى  الديناميكا الهوائية غير مستقرة الحالة، ويتم توجيهها بواسطة المستشعرات البصرية والعاملة بالقصور الذاتي المتكاملة. هذا وتتسم الذبابة الطبيعية  بنسبة الوزن إلى القوة العالية (بالإنجليزية:  power-to-weight ratio)‏.

## الوضع الحالي
1. طور الباحثون في جامعة كاليفورنيا، بركلي، تحت قيادة دكتور رون فيرنغ نموذجاً للذبابة الميكانيكية الدقيقة الطائرة [1] ذات الأبعاد الشبيهة بتلك الخاصة بالذبابة العادية وادعوا بأن لها القدرة على الطيران.
2. في حين قام الدكتور روبرت وود من هارفارد بصناعة روبوت آلي يزن 60 ميليغرام و المسافة الواقعة بين طرفي الجناحين وصلت إلى ثلاثة سنتيمتراتٍ.[2] وقد تم بدء عمل ذلك النموذج من الروبوت الآلي الطائر بنجاحٍ.[3]
3. هذا وتقوم شركة WowWee بتطوير لعبة التنين الطائر (بالإنجليزية:  FlyTech Dragonfly)‏ والتي ستطير باستخدام  جهاز التحكم عن بعد.
4. كما قام اليبانيون بدورهم بتقديم نموذجٍ للذبابة الروبوتية، التي يتم التحكم فيها بواسطة موجات الراديو، في  الندوة الدولية حول الذباب الآلي الطائر والروبوتات .[4]
5. قام الطلاب في جامعة دلفت للتكنولوجيا (بالإنجليزية:  Delft University of Technology)‏ بعرض أورنيثوبتر طائر والذي قُدِرَ وزنه بثلاثة غراماتٍ وتم تضمين كاميرا مدمجةٍ به.[5]